# Ичетовкины
Ичетовкины — деревня в Афанасьевском районе Кировской области, административный центр Ичетовкинского сельского поселения.

## География
Расположена у южной окраины райцентра посёлка   Афанасьево на правом берегу реки Кама.

## История
Известна с 1727 года как деревня Ичетовкиных с 2 дворами, в 1873 году здесь (деревня Ичетовхинская или Цепленки) дворов 29 и жителей 135, в 1905 (Ичетовкины или Гапленки)31 и 182, в 1926 36 и 152, в 1950 48 и 148, в 1989 году проживало 722 человека. Настоящее название утвердилось с 1998 года.

## Население
Постоянное население составляло 801 человек (русские 98%) в 2002 году, 722 в 2010.